# Abborrtjärnen (Gustav Adolfs socken, Värmland, 665824-138763)
Abborrtjärnen är en sjö i Hagfors kommun i Värmland och ingår i Göta älvs huvudavrinningsområde. Sjöns area är 0,015 kvadratkilometer och den är belägen 272 meter över havet.